# Friedrich Perko
Friedrich Perko (25 juillet 1922 - 2 octobre 1999) est le fondateur des Europa scouts, un mouvement de scoutisme autrichien à l'origine des Scouts d'Europe.
Vétérinaire de profession, c'est un personnage singulier, qui a consacré sa vie aux ordres de chevalerie plus ou moins fantaisistes et à la défense de l’Occident chrétien tant face au communisme athée que face à la sous-culture américaine. En 1949, à la suite d'une scission des Pfadfinder Österreichs (en) (« Scouts d’Autriche », le principal mouvement du pays), il avait déjà fondé les Neutrale Pfadfinderverband (« Association scoute neutre »), qui se fondent dans les Europa scouts en 1953. En 1981, il fédérera au niveau international une trentaine d’ordres de chevalerie de fantaisie dans une Internationale Ordensunion (« Union internationale des ordres »), dont les Europa scouts sont le mouvement de jeunesse.